# Магн Магненций
Флавий Магн Магне́нций (лат. Flavius Magnus Magnentius; умер в 353 году, Лугдун) — римский император в 350—353 годах, франк родом из Галлии.

## Биография
Магн Магненций родился в галльском городе Самаробрива (совр. Амьен) в 303 году. При Константе был комитом по военным делам Геркулиев и Иовиев. В 350 году против Константа был составлен заговор во главе с магистром оффиций Марцеллином. Тогда 18 января 350 года Магненций был провозглашён в Августодуне (современный Отён) императором своими войсками. Констант был покинут всеми, кроме горстки слуг, и пустился в бега. У Пиренеев он был убит агентом Магненция Гаизоном. Магненций быстро сумел завоевать лояльность Британии, Галлии, Испании в частности потому, что он оказался гораздо более терпимым к христианам и язычникам. В Италии и Африке он поставил своих людей на самые важные посты. Однако восстание Непоциана показало, что его власть не сильна. Магненций пытался укрепиться на территориях, ранее контролируемых Константом, двигаясь в направлении Дуная.
Ветранион, магистр пехоты Паннонии, был провозглашён императором в Мурсе в том же году. Из-за восстаний на Западе Констанций II прервал свою войну в Сирии с Персией и двинулся в сторону Галлии. Магненций заключил союз с Ветранионом. Они отправили совместное посольство к Констанцию, пытаясь убедить того в бесперспективности борьбы с двумя опытными военными и предлагая ему поделить власть, признавая Констанция старшим Августом. Магненций также предлагал Констанцию в жёны свою дочь. Тот, однако, от этой сделки отказался и, назначив на Востоке для борьбы с персами Цезарем своего двоюродного брата Галла, выступил на Запад. Ветранион был вынужден уйти в отставку, и у Констанция остался один враг — Магненций.
Магненций провозгласил цезарем своего брата Деценция (по другим источникам, также и другого брата — Дезидерия).
В 351 году Констанций II, брат Константа, разбил Магненция при Мурсе. Потерпев ещё несколько неудач, Магненций покончил жизнь самоубийством в Лугдуне в 353 году, бросившись на меч.